# Schizooura
Schizooura is een geslacht van uitgestorven vogels uit het Vroeg-Krijt van het huidige China, behorend tot de groep van de Ornithurae. De enige benoemde soort is Schizooura lii.

## Vondst en naamgeving
De typesoort Schizooura lii is in 2012 benoemd en beschreven door Zhou Shuang, Zhou Zonghe en Jingmai Kathleen O'Connor. De geslachtsnaam is afgeleid van het Oudgriekse σχίζειν, schizein, 'splijten', en οὐρά, oura, 'staart', een verwijzing naar de gevorkte staartveren. De soortaanduiding eert preparateur Li Yutong die ook het typespecimen van deze nieuwe soort prepareerde.
Het holotype IVPP 16681 is in Liaoning gevonden in een laag van de Jiufotangformatie die dateert uit het Aptien, ongeveer 120 miljoen jaar oud. Het bestaat uit een vrijwel compleet skelet dat samengedrukt is op een enkele plaat. Resten van het verenkleed zijn bewaard gebleven bij de vleugels, de achterpoten en de staart. Het betreft vermoedelijk een jongvolwassen individu.

## Beschrijving

### Algemene bouw, grootte en onderscheidende kenmerken
Schizooura is een middelgrote ornithure vogel met een spanwijdte van ongeveer vijfenzeventig centimeter. Hij heeft een relatief kleine kop en slanke lange achterpoten.
De beschrijvers wisten een unieke combinatie van kenmerken vast te stellen. De kaken zijn tandeloos. De praemaxillae hebben zeer lange opgaande takken die het voorhoofdsbeen raken en de neusbeenderen in het midden scheiden. De jukbeenderen zijn slank gebouwd. Het vorkbeen is robuust en V-vormig met een korte punt in het midden, een hypocleidium. Het opperarmbeen is robuust met een grote deltopectorale kam die de helft van de schachtlengte beslaat. De voorpoot is, vingers en tenen buiten beschouwing gelaten, ongeveer ven lang als de achterpoot met een lengte van 101 procent van de laatste. De middenvoet is lang ten opzichte van het onderbeen met 58 procent van diens lengte.

### Skelet
De schedel van Schizooura, tweeënvijftig millimeter lang, is erg spits, niet zozeer doordat de kop langwerpig is — de snuit is eerder kort te noemen — maar door een licht hol bovenprofiel dat eindigt in een zeer lage snuitpunt. De kaken zijn daarbij volledig tandeloos en bij leven moet de voorkant van de kop, voorzien van een snavel, de indruk hebben gemaakt van een moderne vogel. Dat wordt nog versterkt door een kort sterk afhangend achterhoofd. Wat meer aan eerdere theropode voorouders doet denken, is de aanwezigheid voor ieder oog van twee hoorntjes op het schedeldak, één gevormd door de verbrede achterste tak van de praemaxilla en één door een daaronder liggend naar achteren gericht uitsteeksel van het traanbeen. De beschrijvers namen aan dat er geen postorbitale was en de slaapvensters overliepen in de achterrand van oogkas. Tussen de grote ronde oogkassen is een verbeend tussenschot, een septum interorbitale, te zien, het oudste dat binnen Aves bekend is. De onderkaak is laag en nog puntiger dan de bovenkaak.
De wervelkolom telt elf halswervels; het aantal ruggenwervels is onduidelijk doordat de ruggengraat gedeeltelijk bedekt is door het borstbeen; het aantal sacrale wervels bedraagt vermoedelijk negen; de staartbasis telt minstens drie wervels en de staart eindigt in een pygostyle waarin acht wervels vergroeid zijn.
Het schouderblad is lang en gebogen. Het ravenbeksbeen heeft geen zijuitsteeksel naar borstbeen, hetgeen een basaal kenmerk is. Het vorkbeen is opvallend robuust en heeft niet de U-vorm van latere Ornithurae maar nog de oorspronkelijke V-vorm van de Theropoda met daarbij een spitse punt in het midden. De takken maken een hoek van 60 graden met elkaar. Het borstbeen is groot en draagt de aanzet van een kiel.
Het opperarmbeen is zes centimeter lang en heeft aan de voorrand een sterk uitstekende deltopectorale kam die aan het onderste uiteinde zodanig boogvormig naar de schacht toe buigt dat een scherp hoekje gevormd wordt. De ellepijp is vierenzestig millimeter lang en licht gebogen. Eerste middenhandsbeen en duim zijn erg slank; het grootste tweede middenhandsbeen draagt een vinger van drie kootjes. Het eerste kootje daarvan is bovenaan niet verbreed zoals bij latere Ornithurae. Het derde kootje, de klauw, is sterk gereduceerd en kleiner dan de duimklauw. Het derde middenhandsbeen is vergroeid met het tweede en de derde vinger is gereduceerd tot een enkel kootje. De hand als geheel is ongeveer even lang als de bovenarm.
In het bekken heeft het darmbeen een bol blad. Het zitbeen is niet met het darmbeen vergroeid en heeft aan de bovenrand een lichte zwelling, geen tongvormig uitsteeksel. De uiteinden van de schaambeenderen raken elkaar wel maar zijn niet vergroeid.
Het dijbeen heeft 75 procent van de lengte van het onderbeen dat drieënzestig millimeter lang is. De middenvoet is vergroeid tot een tarsometatarsus maar de afzonderlijke middenvoetsbeenderen zijn nog zichtbaar en liggen in één vlak. Aan de bovenste onderzijde van de middenvoet is geen uitholling en ook geen uitstekende hypotarsus aanwezig. Het vijfde middenvoetsbeen schijnt volledig te ontbreken. De bovenste teenkootjes zijn langer dan de onderste.

### Verenkleed
De slagpennen van de vleugel zijn erg lang met ongeveer drie maal de handlengte. De staart draagt zeer lange staartveren die een brede, recht naar achteren stekende, band vormen met een lengte van zo'n vijftien centimeter, als bij een ekster. De buitenste zijden daarvan zijn bij het fossiel recht; wellicht dat dit de rustpositie was en de staart gespreid kon worden tot een waaier. De band is in het midden gesplitst door een smalle, wigvormige en tot ongeveer 80 procent van de lengte oplopende inkeping.

## Fylogenie
Schizooura is door de beschrijvers basaal in de Ornithurae geplaatst. Een exacte kladistische analyse gaf een positie onder Hongshanornis maar boven Jianchangornis en Archaeorhynchus in de stamboom. Dit werd gezien als een aanwijzing dat binnen de Ornithurae tandeloosheid zich verschillende malen apart heeft ontwikkeld.

## Levenswijze
Schizooura was volgens de beschrijvers een grondbewonende vogel, gezien zijn lange achterpoten, nog brede middenvoet, korte onderste teenkootjes en vlakke voetklauwen, die meer liep dan vloog. Ze wijzen er wel op dat de achterpoten tamelijk zwak gebouwd zijn en de vleugels juist krachtig wat weer niet in overeenstemming is met deze hypothese.
De gevorkte staart zou aerodynamisch onvoordelig geweest zijn en manoeuvreerbaarheid en stijgvermogen hebben aangetast. Daarbij is hij gevoeliger voor schade. Daarom werd aangenomen dat het een sierorgaan was, dienend tot seksuele selectie. Eenzelfde functie kunnen de hoorntjes op de achterste snuit hebben gehad.